# جائزة سان مارينو الكبرى 1989
جائزة سان مارينو الكبرى 1989 هو سباق فورمولا 1 أقيم بتاريخ 23 أبريل 1989 في حلبة إنزو دينو فيراري، إيمولا، إميليا-رومانيا، إيطاليا. كان الثاني من أصل 16 في بطولة العالم لسباقات الفورمولا واحد موسم 1989. حلّ البرازيلي آيرتون سينا أولا بينما جاء الفرنسي ألن بروست في المركز الثاني وحصل على المركز الثالث الإيطالي أليساندرو نانيني.